# Symfonie nr. 5 (MacMillan)
James MacMillan voltooide zijn Symfonie nr. 5 in 2019. Hij gaf het de subtitel Le grand inconnu (Het grote onbekende).
De opdracht voor het werk vloeide voort uit zijn samenwerking met het Britse koor The Sixteen, voor wie hij zijn Stabat Mater schreef. De opdracht van dat religieuze werk was afkomstig van John Studzinki, directeur van de Genesis Foundation, die ook de vijfde symfonie initieerde. Het werd een driedelige symfonie voor sopraan, alt, tenor, bas, kamerkoor, gemengd koor en symfonieorkest. MacMillan koos opnieuw een religieus thema in dit geval de heilige drie-eenheid, De Vader, De Zoon en de Heilige Geest en dan met name die mystieke laatste. De titels van de drie delen verwijzen naar hem:
1. Ruah (Hebreeuws voor lucht)
2. Zoa (Oud-Grieks voor water)
3. Igne vel igne (Latijn voor vuur op vuur).

MacMillan ontleende teksten aan Johannes van het Kruis, het Veni Creator Spiritus en Bijbelse teksten.
Het dubbelkoor is noodzakelijk voor een twintigstemmige sectie in deel twee, waarbij Macmillan teruggreep op het veertigstemmige koor uit Spem in aliem van Thomas Tallis. Dit werk van de renaissancecomponist inspireerde de componist al eerder voor zijn werk Vidi aquam.   
Het werk werd wereldwijd gedistribueerd door Boosey & Hawkes. De première van het werk vond plaats op 17 augustus 2019 in de Usher Hall in Edinburgh met de solisten, koren en dirigent van de onderstaande opname, maar dan met het Scottish Chamber Orchestra. Deze uitvoering was een maand later te beluisteren op BBC Radio 3. Op het programma stond destijds ook de Symfonie nr. 2 van de componist; het concert was ter gelegenheid van Macmillans zestigste verjaardag tijdens het Edinburgh Festival. Zowel The Guardian, The Scotsman (deze had tevens de kritiek, dat het allemaal te veel van het goede was) en Financial Times vonden het werk krachtig net als in Nederland De Gelderlander en De Volkskrant (7 mei 2020). Met name de opening, vanuit ademhalen ontstaat geleidelijk gezang, viel op. 
Orkestratie:
- sopraan, alt, tenor, bas
- kamerkoor, gemengd koor
- 2 dwarsfluiten, 2 hobo’s, 2 klarinetten, 2 fagotten (II ook contrafagot)
- 4 hoorns, 2 trompetten, 3 trombones, 1 tuba
- pauken, percussie, harp, piano
- violen, altviolen, celli, contrabassen